# Tender Prey
Tender Prey — пятый студийный альбом группы Nick Cave and the Bad Seeds, изданный в 1988 году.

## Об альбоме
Tender Prey открывает «The Mercy Seat», песня, ставшая одной из самых прославленных у коллектива. Впоследствии она исполнялась практически на всех концертах и множество музыкантов сделали на неё свои кавер-версии, в том числе Джонни Кэш в альбоме American III: Solitary Man. Другой известной песне из альбома стала «Deanna», частично основанная на госпеле Эдвина Хокинса «Oh Happy Day», который, в свою очередь, берёт начало от одноимённого гимна XVIII века. «City of Refuge» вдохновлена песней Слепого Вилли Джонсона «I’m Gonna Run to the City of Refuge». Оригиналы песен «Deanna» и «City of Refuge» впоследствии вошли на сборник Original Seeds: Songs That Inspired Nick Cave and the Bad Seeds («Песни, которые вдохновляли Ника Кейва и The Bad Seeds»). Tender Prey заслужил множество положительных отзывов, в 2010 году он занял 83 место в списке «100 лучших австралийских альбомов».

## Список композиций
| #   | Название              | Продолжительность | Автор(ы)                             |
| --- | --------------------- | ----------------- | ------------------------------------ |
| 1.  | The Mercy Seat        | 7:17              | Кейв, Харви                          |
| 2.  | Up Jumped the Devil   | 5:16              | Кейв, Харви, Вульф, Баргельд, Пауэрс |
| 3.  | Deanna                | 3:45              | Кейв                                 |
| 4.  | Watching Alice        | 4:01              | Кейв                                 |
| 5.  | Mercy                 | 6:22              | Кейв, Мик Харви                      |
| 6.  | City of Refuge        | 4:48              | Кейв                                 |
| 7.  | Slowly Goes the Night | 5:23              | Кейв                                 |
| 8.  | Sunday’s Slave        | 3:40              | Кейв                                 |
| 9.  | Sugar Sugar Sugar     | 5:01              | Кейв, Харви                          |
| 10. | New Morning           | 3:46              | Кейв                                 |

## Участники записи
- Ник Кейв — вокал, орган Хаммонда, губная гармоника, фортепиано, бубен, вибрафон
- Мик Харви — бас-гитара, бэк-вокал, акустическая гитара, барабаны, перкуссия, ксилофон, гитара, фортепиано, орган
- Бликса Баргельд — гитара, бэк-вокал, слайд-гитара
- Роланд Вульф — пиано, орган, гитара
- Кид Конго Пауэрс — гитара, бэк-вокал
- Томас Уайдлер — ударные

Гости
- Хьюго Рэйс — бэк-вокал, гитара
- Ян Дэвис — бэк-вокал
- Джини Болл, Одри Райли, Крис Томблинг — струнные